# 山田美紅羽
山田 美紅羽（やまだ みくう、2005年（平成17年）11月14日 - ）は、日本の女優。
東京都出身、ベリーベリープロダクション所属。

## 人物
法政大学社会学部在学中。身長156cm、血液型A型。
趣味は料理、特技はダンス。

## 出演

### 映画
- 母と暮せば（2015年12月12日、松竹） - すみれ 役
- 太陽（2016年4月23日、KADOKAWA） - 洋子 役
- ボクの妻と結婚してください。（2016年11月5日、東宝）

### テレビドラマ
- 土曜ワイド劇場（テレビ朝日）
  - 監察官・羽生宗一 第4作（2016年3月5日）
  - タクシードライバーの推理日誌 第39作（2016年3月26日） - 三条亜希子（幼少期） 役
  - ドクター彦次郎 第2作（2016年10月1日）   - 殿山葉月（幼少期） 役
- 警視庁捜査一課9係 season11 第7話（2016年5月18日、テレビ朝日） - 国枝チヒロ 役
- グーグーだって猫である 第2シリーズ 第4話（2016年7月9日、WOWOW） - 笹岡沙羅 役
- ドラマスペシャル 瀬戸内少年野球団（2016年9月17日、テレビ朝日） - 生徒 役
- 下剋上受験（2017年1月13日 - 3月17日、 TBS） - 桜井佳織 役[4]
- 赤ひげ2 第3話（2019年11月15日、NHK BSプレミアム）
- ゴシップ#彼女が知りたい本当の○○ 第5話・第6話・第9話（2022年2月3日・10日・3月3日、フジテレビ） - 瀬古凛々子（学生時代）役

### 配信ドラマ
- 鈴木家のヒミツ～アイドルママ、ワザあり～（2017年12月14日配信、全13話、CutChaTV / BS-TBS） - 鈴木マミ 役[5]
- #スーサイドダンス（2020年5月29日配信、全7話、peep） - もみじ 役[6]

### バラエティ
- 舞台バラエティ 澤部パパと心配ちゃん（2017年5月21日、テレビ朝日） - 心配ちゃん 役
- 痛快TV スカッとジャパン（フジテレビ）
  - ショートショートスカッと「バスで大声おばさん」（2018年6月4日）
  - 神店員スカッと「花屋の神店員」（2018年7月2日）
  - ファミリースカッと「不登校の理由を言えなくて…」（2019年8月19日）
  - ウソのようなホントの話スカッと「ケガしたインコを救ったけどどうすればいいの」（2019年12月9日・2022年2月14日） - 主演・緑川泉 役
  - あっという間スカッと「バカタレ連発親父」（2021年3月8日）

### 舞台
- せたがやこどもプロジェクト2016 キッズ・ミュージカル『ワンサくん -祭りにいくぞ!大脱走!』（2016年8月18日 - 28日、シアタートラム）[7]
- 時空警察SIG-RAIDER 邂逅～エヴェリーヌ～（2021年11月20日 - 28日、新宿村LIVE） -江利美緒 役

### CM
- 日本マクドナルド・ハッピーセット アイカツ! リアルオーディション篇（2014年4月14日 - 5月15日）[8]
- サントリー×ドラえもん 【ご当地Tシャツ】スペシャルムービー（2015年4月20日 - 7月19日）
- タカラトミー ハロー! ズーマーハーティーダルメシアン（2016年2月10日 - 2017年2月9日）
- 西武ホールディングス 企業CM（2016年4月1日 - ）
- 代官山 鳳鳴館（2016年7月 - ）

### MV
- ディズニーXDボンまつり

### ユニット
- ミラクルキャンディーベリー（2016年4月 - 2017年6月）